# 三位一体的定式
三位一体的定式（さんみいったいてきていしき、trinity formula、独 trinitarische Formel）とは、カール・マルクスが『資本論』第3巻で明らかにした分配関係。三位一体範式などとも言う。三位一体とはキリスト教における三位一体のことである。
資本主義における三大階級は資本家、地主、労働者であるが、古典派経済学では階級ごとの所得の源泉を資本─利子、土地─地代、労働─賃金、という3つの定式に分解し、資本家は資本を提供し、地主は土地を提供し、労働者は労働を提供し、それぞれ別々に対価を得ているとした。このことは古典派経済学では理論化されているが、マルクスは、資本家や地主の所得の源泉は剰余価値であり、三位一体的定式は資本家や地主の搾取を隠蔽するものであるとして非難した。マルクスによると、この誤解の原因は、商品経済における物神崇拝であるという。